# Gibárt
Gibárt est un village et une commune du comitat de Borsod-Abaúj-Zemplén en Hongrie. La commune a été rattachée à Encs en 1984 puis est redevenue indépendante en 2006.